# Dżazirat Dżana
Dżazirat Dżana (arab. ‏جزيرة جنا‎, Ǧazīrat Ǧanā) – należąca do Arabii Saudyjskiej mała wyspa w Zatoce Perskiej.
Wyspa jest piaszczysta, porośnięta roślinnością krzewiastą. Wysokość wyspy wynosi 3 m. Znajduje się na środku rozległej rafy o stromych brzegach.
Na wyspie znajduje się światło nawigacyjne umieszczone na metalowej, trójnożnej konstrukcji.